# 上海市国家安全局
上海市国家安全局，与中共上海市委国家安全委员会办公室合署办公，是主管上海市国家安全工作的部门，直属中华人民共和国国家安全部，由於国家安全工作的特殊性，不主动公开信息。公开的局机关挂牌地点为黄浦区福州路185号。

## 简介
前身为中国共产党上海市委员会调查部，成立于1955年6月。1984年4月，上海市公安局将反间谍侦察工作移交市国家安全局。此后30年，上海国安局发展有18个分支办公室。由于地处上海，上海国安局得益于当地优越的大学、智库、企业和基础设施资源，它从中招募工作人员，并在上海招募外国人。上海国安局是中国情报部门中对美国情报活动最为活跃的单位。
据《纽约时报》报道，2016年，上海国安局曾针对上海大学生发布招聘信息，重点专业涉及英语、日语、德语、法语、俄语和其他小语种，少数民族语言藏语、维吾尔语、哈萨克语、蒙古语，以及闽南语、客家话和粤语。其他专业涉及计算机软件、信息安全、国际关系、国际政治、中文、历史、新闻、哲学、对外汉语和法律等。

### 情报活动
据《纽约时报》报道，2003年至2004年，上海市国安局曾要挟一名与妓女有染的日本驻上海领事馆的密码工作人员提供日本外交官的个人信息。2004年，发生日本驻上海总领事馆馆员自杀事件。根据《周刊文春》的报道，日本驻上海总领事馆一名负责收发总领事馆－日本外务省间机要文件通信的外交官自杀身亡。这名外交官在留给总领事的一封遗书中说，中国情报人员以他和卡拉OK酒吧的女郎之间有不正常的关系为由，要挟他提供日本外交机密，但他不愿出卖国家机密，只能走自杀的道路。
此外，上海市国安局还曾利用一名女性引诱韩国外交官提供韩国政府高级官员的信息和电话号码。
2017年，据《纽约时报》报道，上海市国安局曾利用上海社会科学院的身份联系美国国务院外交安全人员和军事承包商雇员凯文·帕特里克·马洛里(Kevin Patrick Mallory)，从他身上获得了绝密文件。

## 主要行政执法事项

### 行政许可事项
- 涉及国家安全事项的建设项目审批

### 行政处罚事项
- 对拒绝提供他人间谍犯罪证据的处罚
- 对阻碍国家安全机关依法执行国家安全工作任务的处罚
- 对泄露国家安全工作秘密的处罚
- 对泄露国家秘密的处罚
- 对非法持有属于国家秘密的物品以及非法持有、使用专用间谍器材的处罚
- 对实施危害国家安全行为的处罚
- 对违反商用密码管理的处罚
- 对泄露商用密码技术秘密、非法攻击商用密码或利用商用密码从事危害国家安全活动的处罚
- 对违反国家安全法的境外人员期限离境或者驱逐出境

### 行政强制事项
- 对实施或资助实施危害国家安全行为相关工具、经费、场所和物资的查封、扣押、冻结
- 对案件当事人护照的扣押
- 对不符合国家安全要求的电子通信工具、器材等设备、设施的封存、扣押

### 其他执法事项
- 对中国公民或者境外人员的身份查验和对有关组织、人员的调查、询问
- 对组织和个人的电子通信工具、器材等设备、设施的查验
- 对身份不明、有危害国家安全行为的嫌疑人员随带物品的检查
- 对卫星地面接收设施的技术性能采取技术防范措施
- 对接收外国卫星传送电视节目的卫星地面接收设施的监督检查
- 对通信进行检查
- 对电信内容进行检查[8]

## 历任局长
- 丁升烈（1984年2月—1991年6月）
- 汪云章（1991年6月—1995年12月）
- 蔡旭敏（1995年12月—2004年6月[來源請求]）[9]
- 吴中海（2004年6月—2012年2月14日）[來源請求]
- 朱小超（2012年2月14日—2015年4月16日）[10]
- 董卫民（2015年4月16日—？）[10]
- 黄宝坤（2020年4月—2023年）
- 朱伟康（2023年—）